# William Osula
William Idemudia Osula (Aarhus, Dinamarca, 4 de agosto de 2003) es un futbolista danés que juega de delantero en el Newcastle United F. C. de la Premier League.

## Trayectoria
Es un canterano del F. C. Copenhague, donde jugó antes de pasar a la cantera del Sheffield United F. C. en 2018. El 13 de julio de 2021 firmó su primer contrato profesional con el club de Yorkshire. Debutó con el primer equipo el 16 de marzo de 2022 en el empate a 0-0 contra el Blackpool F. C., al que llegó como suplente en el minuto 91.
El 1 de septiembre de 2022 se incorporó al Derby County F. C. en calidad de cedido por una temporada. El 15 de octubre de 2022, después de haber jugado cuatro veces desde el banquillo, fue titular por primera vez con el club y marcó dos goles en la victoria por 3-0 en el campo del Accrington Stanley F. C..
El 6 de enero de 2024 marcó un doblete para el Sheffield United en una victoria por 4-0 en la FA Cup sobre el Gillingham F. C., lo que supuso sus primeros goles con el Sheffield.
El 8 de agosto de 2024 el Newcastle United F. C. anunció su fichaje por 10 millones de libras con otros 5 millones de libras adicionales. El 12 de enero de 2025 marcó su primer gol con el club en la tercera ronda de la FA Cup, el tercero de la victoria por 3-1 sobre el Bromley F. C. El 26 de abril de 2025 marcó su primer gol en la Premier League en la victoria por 3-0 sobre el Ipswich Town F. C., rematando de cabeza un saque de esquina botado por Kieran Trippier.

## Selección nacional
Nació en Dinamarca, de madre danesa y padre nigeriano, y se trasladó a Inglaterra muy joven. En febrero de 2022 fue convocado a una concentración de la selección sub-19 de Dinamarca. Debutó con la selección sub-19 de Dinamarca en un amistoso que perdió por 3-2 ante la sub-19 de Hungría el 23 de febrero de 2022.

## Estadísticas

### Clubes
Actualizado al último partido disputado el 24 de mayo de 2025.
| Club                              | Div.          | Temporada     | Liga  | Liga  | Liga   | Copas nacionales | Copas nacionales | Copas nacionales | Copas internacionales | Copas internacionales | Copas internacionales | Total | Total | Total  |
| Club                              | Div.          | Temporada     | Part. | Goles | Asist. | Part.            | Goles            | Asist.           | Part.                 | Goles                 | Asist.                | Part. | Goles | Asist. |
| --------------------------------- | ------------- | ------------- | ----- | ----- | ------ | ---------------- | ---------------- | ---------------- | --------------------- | --------------------- | --------------------- | ----- | ----- | ------ |
| Sheffield United F. C. Inglaterra | 2.ª           | 2021-22       | 4     | 0     | 0      | —                | —                | —                | —                     | —                     | —                     | 4     | 0     | 0      |
| Sheffield United F. C. Inglaterra | 2.ª           | 2022-23       | 2     | 0     | 0      | —                | —                | —                | —                     | —                     | —                     | 2     | 0     | 0      |
| Derby County F. C. Inglaterra     | 3.ª           | 2022-23       | 16    | 2     | 0      | 5                | 3                | 1                | —                     | —                     | —                     | 21    | 5     | 1      |
| Derby County F. C. Inglaterra     | Total club    | Total club    | 16    | 2     | 0      | 5                | 3                | 1                | 0                     | 0                     | 0                     | 21    | 5     | 1      |
| Sheffield United F. C. Inglaterra | 1.ª           | 2023-24       | 21    | 0     | 0      | 3                | 3                | 0                | —                     | —                     | —                     | 24    | 3     | 0      |
| Sheffield United F. C. Inglaterra | Total club    | Total club    | 27    | 0     | 0      | 3                | 3                | 0                | 0                     | 0                     | 0                     | 30    | 3     | 0      |
| Newcastle United F. C. Inglaterra | 1.ª           | 2024-25       | 14    | 1     | 0      | 5                | 1                | 2                | —                     | —                     | —                     | 19    | 2     | 2      |
| Newcastle United F. C. Inglaterra | Total club    | Total club    | 14    | 1     | 0      | 5                | 1                | 2                | 0                     | 0                     | 0                     | 19    | 2     | 2      |
| Total carrera                     | Total carrera | Total carrera | 57    | 3     | 0      | 13               | 7                | 3                | 0                     | 0                     | 0                     | 70    | 10    | 3      |

## Palmarés

### Títulos nacionales
| Título          | Club                   | País       | Año  |
| --------------- | ---------------------- | ---------- | ---- |
| Copa de la Liga | Newcastle United F. C. | Inglaterra | 2025 |